# フレデリック・キャヴェンディッシュ (1836-1882)
フレデリック・チャールズ・キャヴェンディッシュ卿（Lord Frederick Charles Cavendish、1836年11月30日 - 1882年5月6日）は、イギリスの政治家。自由党所属。庶民院議員、大蔵省財務担当政務次官を務めた。1882年にアイルランド主席政務官に任命されたが、就任宣誓と同日に殺害された。

## 生涯
第2代バーリントン伯爵ウィリアム・キャヴェンディッシュ（後の第7代デヴォンシャー公爵）と妻ブランシュ（第6代カーライル伯爵ジョージ・ハワードの娘）の三男として、1836年11月30日にサセックス州イーストボーンにあるコンプトン宮殿で生まれる。次兄に第8代デヴォンシャー公爵となったスペンサーがいる（長兄ウィリアムは夭折）。
家庭で初等教育を受けた後、1854年にケンブリッジ大学トリニティ・カレッジに入学し、1858年にM.A.の学位を修得した。1864年6月7日、ルーシー・リトルトン（第4代リトルトン男爵ジョージ・リトルトンの娘）と結婚した。
1865年イギリス総選挙で自由党候補としてノーザン・ウェスト・ライディング・オブ・ヨークシャー選挙区から当選し、以後3期庶民院議員を務める。ウィリアム・グラッドストン首相の秘書官を務めた後、下級大蔵卿（Lord of the Treasury）を務め、第一次グラッドストン内閣の総辞職とともに辞任した。
第二次グラッドストン内閣では1880年4月から1882年5月まで大蔵省財務担当政務次官を務めた。1882年5月にアイルランド主席政務官のウィリアム・エドワード・フォースターが辞任すると、その後任となってダブリンへと赴任した。キャヴェンディッシュは5月6日に就任宣誓をしたが、その日の午後に市内のフェニックス・パークでアイルランド人民族主義者（Irish National Invincibles）によりナイフで刺されて暗殺された（フェニックス・パーク事件）。このとき、キャヴェンディッシュと一緒に歩いていたアイルランド事務次官のトマス・ヘンリー・バークも同様に刺殺されており、1883年の暗殺者の裁判で暗殺の標的がキャヴェンディッシュではなくバークであることが判明した。
キャヴェンディッシュの遺体はイングランドに運ばれ、5月11日にエンザーの墓地に埋葬された。